# Kirchenanschlag von Owo
Bei dem Kirchenanschlag von Owo handelt es sich um ein mit Sprengstoff und Schusswaffen ausgeführtes Massaker an Gläubigen in einer römisch-katholischen Kirche in der Stadt Owo im nigerianischen Bundesstaat Ondo am Pfingstsonntag, dem 5. Juni 2022.

## Tathergang
Gegen 11:30 Uhr am Pfingstsonntag, dem 5. Juni 2022, stürmten während des Gottesdienstes bewaffnete Männer in die römisch-katholische Kirche St. Francis Xavier im Local Government Area Owo. Das Gebäude, das nach Angaben des Bischofs der Diözese Ondo 1200 Besucher fassen kann, war zu diesem Zeitpunkt voll besetzt. Die Angreifer zündeten Sprengsätze und eröffneten das Feuer auf die Gläubigen. Das Massaker dauerte etwa eine halbe Stunde. Mehrere Passanten wurden ebenfalls von Kugeln getroffen. Auf Videos waren Leichen von Opfern zu sehen, die in Blutlachen auf dem Boden lagen. Ein Zeuge sagte, er habe fünf bewaffnete Männer gesehen, die den Anschlag verübten. Zwei Angehörige der Sicherheitskräfte wurden ebenfalls getötet.
Ein Priester, der das Massaker überlebte, erklärte, der Angriff habe sich kurz vor dem Ende des Gottesdienstes ereignet: „Ich hatte die Leute sogar gebeten, die Kirche zu verlassen, und so hörten wir Schüsse aus verschiedenen Richtungen. Wir versteckten uns in der Kirche, aber einige Leute hatten sie bereits verlassen, als der Angriff stattfand. Wir schlossen uns für 20 Minuten in der Kirche ein. Als wir hörten, dass sie gegangen waren, öffneten wir die Kirche und brachten die Opfer ins Krankenhaus.“

## Folgen
Die Zahl der Todesopfer war zunächst nicht bekannt, aber die Polizei erklärte, man gehe von einer hohen Zahl aus. Der Lokalpolitiker Adelegbe Timileyin sprach von über 50 Opfern, darunter auch Kinder, während andere Quellen von einer noch höheren Zahl ausgingen. Ein Arzt sagte, es seien mindestens 50 Leichen geborgen worden. Timileyin sagte auch, dass der Priester entführt worden sei, was die römisch-katholische Diözese von Ondo bestritt. Ein Sprecher der Kirche stellte klar, dass der Priester und andere Geistliche in Sicherheit seien. Jedoch wurde berichtet, dass einige Gläubige entführt worden seien.
Der Gouverneur des Bundesstaates Ondo, Rotimi Akeredolu, verließ Abuja und begab sich an den Ort des Anschlags; er bezeichnete ihn als „abscheulich und satanisch“ und als „schwarzen Sonntag“. Akeredolu versprach, „alle verfügbaren Mittel einzusetzen, um diese Angreifer zur Strecke zu bringen und sie bezahlen zu lassen.“ Der nigerianische Präsident Muhammadu Buhari verurteilte das Massaker und sprach von einem „abscheulichen Angriff auf Gläubige“. Papst Franziskus betete für die Opfer, die „in einem Moment des Feierns schmerzlich getroffen“ wurden.
Zunächst bekannte sich keine Organisation zu der Tat.